# Dímos Vratsános
Dímos Vratsános (grec moderne : Δήμος Βρατσάνος) né en 1873 et mort en 1944 est un réalisateur, scénariste, producteur et critique de cinéma grec.

## Biographie
En 1904, Dímos Vratsános fonde le premier journal de cinéma grec Εικονογραφημένη (Ikonografiméni) qui parut sporadiquement jusqu'en 1936.
En 1916-1917, il fonda avec Joseph Hepp et Yorgos Prokopiou la maison de production Asty Films. Leur premier projet La Montée au Golgotha ne fut pas achevé. En 1917, il travailla avec Hepp et Filippo Martelli sur La Fortune d'Annoula. Cependant, les difficultés financières de l'entreprise obligèrent Vratsános et Hepp à la revendre à un consortium de riches Grecs du Cap.

## Filmographie
- 1918 : La Fortune d'Annoula : réalisateur, scénariste, producteur
- 1922 : Vilar aux bains féminins de Phalère : producteur
- 1925 : Le Rejeton du destin (Της μοίρας το αποπαίδι)
- 1927 : Les Aventures de Vilar : producteur

ainsi que :
- La Montée au Golgotha : réalisateur, scénariste, producteur (film inachevé)